# Nederländerna i olympiska sommarspelen 1984
Nederländerna deltog i de olympiska sommarspelen 1984 med en trupp bestående av 136 deltagare, varav 54 kvinnor och 82 män, och totalt tog landet 13 medaljer.

## Boxning
Mellanvikt
- Pedro van Raamsdonk
  1. Första omgången – Besegrade Augustus Oga (Kenya), på poäng (4:1)
  2. Andra omgången – Besegrade Noe Cruciani (Italy), på poäng (5:0)
  3. Kvartsfinal – Förlorade mot Arístides González (Puerto Rico), på poäng (1:4)

Tungvikt
- Arnold Vanderlyde →  Brons
  1. Första omgången – Bye
  2. Andra omgången – Besegrade Egerton Forster (SLE), på poäng (4:1)
  3. Kvartsfinal – Besegrade Georgios Stefanopoulos (GRE), på poäng (5:0)
  4. Semifinal – Förlorade mot Willie DeWit (CAN), på poäng (3:2)

## Bågskytte
Damernas individuella
- Catherina Floris – 2422 poäng (→ 23:e plats)

Herrarnas individuella
- Martinus Reniers – 2486 poäng (→ 13:e plats)

## Cykling
Herrarnas linjelopp
- Jean-Paul van Poppel — +22:20 (→ 44:e plats)
- Hans Daams — fullföljde inte (→ ingen placering)
- Twan Poels — fullföljde inte (→ ingen placering)
- Nico Verhoeven — fullföljde inte (→ ingen placering)

Damernas linjelopp
- Leontine van der Lienden — +10:49 (→ 28:e plats)
- Henny Top — +18:12 (→ 37:e plats)
- Thea van Rijnsoever — +18:12 (→ 39:e plats)

## Friidrott
Herrarnas 5 000 meter
- Stijn Jaspers
  - Heat — 13:58.51 (→ gick inte vidare)

Herrarnas 3 000 meter hinder
- Hans Koeleman

Herrarnas maraton
- Cor Vriend
  - Final — 2:21:08 (→ 39:e plats)

- Gerard Nijboer
  - Final — fullföljde inte (→ ingen placering)

- Cor Lambregts
  - Final — fullföljde inte (→ ingen placering)

Herrarnas kulstötning
- Erik de Bruin
  - Kval — 19,28 m
  - Final — 19,65 m (→ 8:e plats)

Damernas 100 meter
- Els Vader
  - Heat 1 — 11.43s
  - Heat 2 — 11,56s (→ gick inte vidare)

Damernas 1 500 meter
- Elly van Hulst
  - Heat — 4:10,69
  - Final — 4:11,58 (→ 12:e plats)

Damernas maraton
- Carla Beurskens
  - Final — 2:37:51 (→ 22:a plats)

Damernas 400 meter häck
- Olga Commandeur
  - Heat — 56,67
  - Semifinal — 57,01 (→ gick inte vidare)

Damernas diskuskastning
- Ria Stalman
  - Kval — 58,28m
  - Final — 65,36m (→  Guld)

Damernas längdhopp
- Tineke Hidding
  - Kval — startade inte (→ gick inte vidare, ingen placering)

Damernas höjdhopp
- Marjon Wijnsma
  - Kval — startade inte (→ gick inte vidare)

Damernas sjukamp
- Tineke Hidding
  - Resultat — 6147 poäng (→ 7:e plats)

- Marjon Wijnsma
  - Resultat — 6015 poäng (→ 11:e plats)

## Judo
Herrarnas halv mellanvikt
- Rob Henneveld

Herrarnas mellanvikt
- Ben Spijkers

Herrarnas tungvikt
- Willy Wilhelm

## Kanotsport
Herrarnas K-2 500 m
- Gert Jan Lebbink
- Ron Stevens

Herrarnas K-2 1000 m
- Gert Jan Lebbink
- Ron Stevens

Damernas K-1 500 m
- Annemiek Derckx

## Konstsim
Damernas solo
- Marijke Engelen
- Catrien Eijken
- Marjolein Philipsen

Damernas duett
- Marijke Engelen och Catrien Eijken

## Landhockey
Herrar
Gruppspel
| Lag            | Poäng | Spelade | W | D | L | GF | GA | GD  |
| -------------- | ----- | ------- | - | - | - | -- | -- | --- |
| Storbritannien | 9     | 5       | 4 | 1 | 0 | 10 | 5  | +5  |
| Pakistan       | 7     | 5       | 2 | 3 | 0 | 16 | 7  | +9  |
| Nederländerna  | 7     | 5       | 3 | 1 | 1 | 16 | 9  | +6  |
| Nya Zeeland    | 4     | 5       | 1 | 2 | 2 | 10 | 10 | 0   |
| Kenya          | 2     | 5       | 1 | 0 | 4 | 5  | 14 | −9  |
| Kanada         | 1     | 5       | 0 | 1 | 4 | 7  | 19 | −12 |

     Kvalificerade till semifinal
Slutspel
|  | Semifinal      | Semifinal      |   |                 | Final           | Final |  |
|  |                |                |   |                 |                 |       |  |
|  | 9 augusti 1984 |                |   |                 |                 |       |  |
|  | Pakistan       | 3              |   |                 |                 |       |  |
|  | Australien     | 0              |   |                 |                 |       |  |
|  |                |                |   |                 |                 |       |  |
|  |                |                |   |                 | 11 augusti 1984 |       |  |
|  |                |                |   |                 | Pakistan        | 3     |  |
|  |                | Västtyskland   | 1 |                 |                 |       |  |
|  |                |                |   |                 |                 |       |  |
|  |                |                |   |                 |                 |       |  |
|  |                |                |   |                 | Bronsmatch      |       |  |
|  | 9 augusti 1984 | 9 augusti 1984 |   | 11 augusti 1984 | 11 augusti 1984 |       |  |
|  | Västtyskland   | 1              |   | Storbritannien  | 3               |       |  |
|  | Storbritannien | 0              |   |                 | Australien      | 2     |  |

Damer
| Placering | Land          | Spelade | V | O | F |    |    |     | Poäng |
| --------- | ------------- | ------- | - | - | - | -- | -- | --- | ----- |
| 1         | Nederländerna | 5       | 4 | 1 | 0 | 14 | 6  | 8   | 9     |
| 2         | Västtyskland  | 5       | 2 | 2 | 1 | 9  | 9  | 0   | 6     |
| 3         | USA           | 5       | 2 | 1 | 2 | 9  | 7  | 2   | 5     |
| 4         | Australien    | 5       | 2 | 1 | 2 | 9  | 7  | 2   | 5     |
| 5         | Kanada        | 5       | 2 | 1 | 2 | 9  | 11 | -2  | 5     |
| 6         | Nya Zeeland   | 5       | 0 | 0 | 5 | 2  | 12 | -10 | 0     |

## Ridsport
Individuell dressyr
- Annemarie Sanders
- Tineke Bartels
- Jo Rutten [1]

Lagtävling i dressyr
- Annemarie Sanders
- Tineke Bartels
- Jo Rutten

## Simhopp
Damernas 3 m
- Daphne Jongejans — 437,40 poäng (→ 10:e plats)